# Partajare de mașină

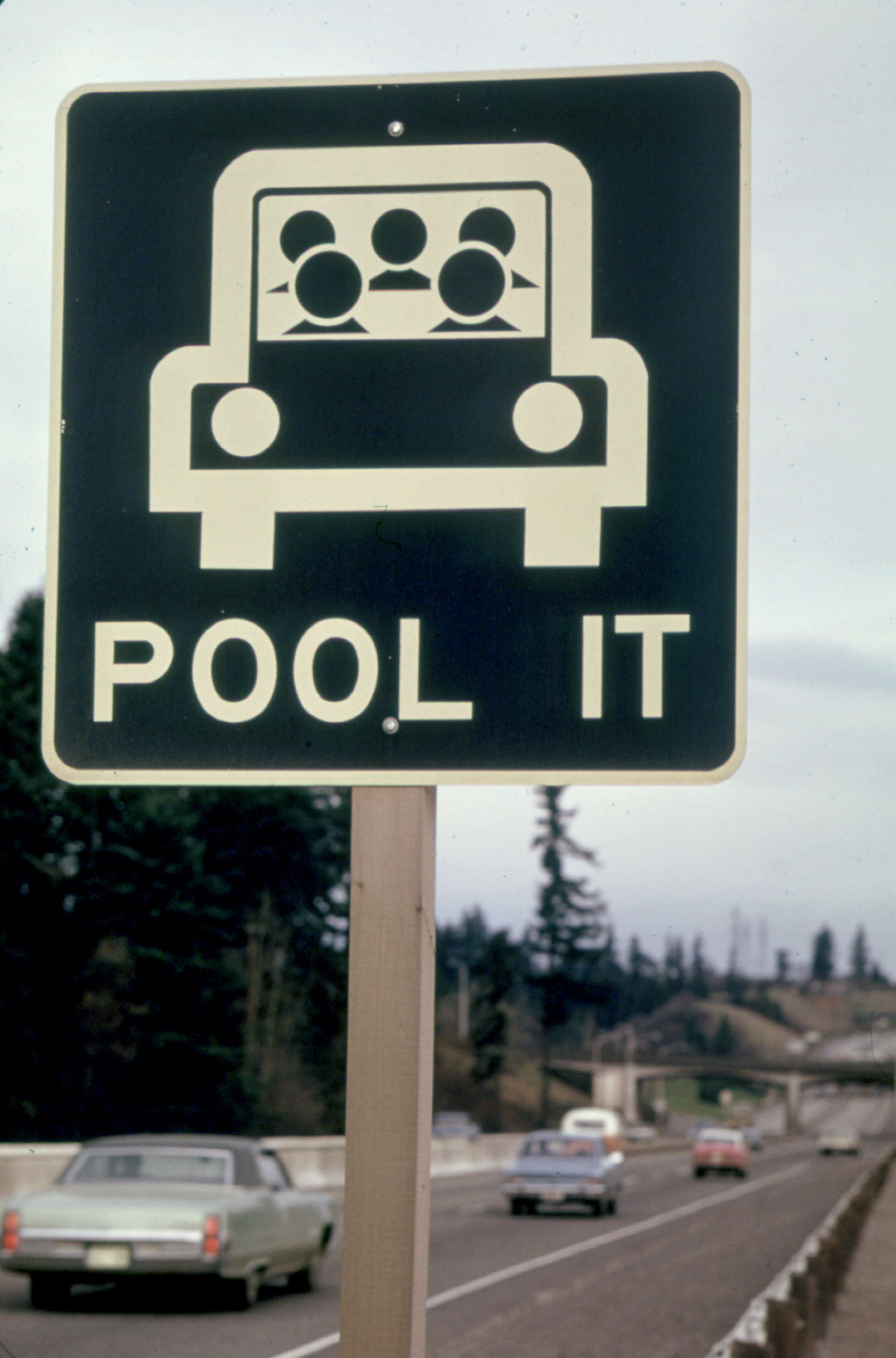
Semn de încurajare a partajării de mașină pe timpul crizei petrolului din 1973

Partajarea de mașină (în engleză carpooling, ride-sharing sau covoiturage) reprezintă împărțirea călătoriei cu autovehiculul astfel încât într-o mașină să călătorească mai mult de o persoană.
Prin utilizarea unei mașini de către mai multe persoane în același timp, partajarea de mașină reduce costurile de călătorie ale fiecărei persoane precum costul benzinei sau taxa de autostradă. Partajarea de mașină este percepută și ca o modalitate mai prietenoasă cu mediul și mai sustenabilă de a călători. Împărțirea unei mașini de mai multe persoane în același timp reduce emisiile de noxe, congestionarea traficului și necesitatea locurilor de parcare.